# 圳口乡
圳口乡，是中华人民共和国江西省抚州市宜黄县下辖的一个乡镇级行政单位。

## 行政区划
圳口乡下辖以下地区：
圳口村、徐溪村、固源村、郊源村、横源村、枫林村和麻坑村。